# Utrículo prostático
O utrículo prostático é um órgão residual existente na uretra prostática. É uma estrutura hipoplásica sacular, que se abre através do orifício do utrículo prostático. Corresponde na mulher ao útero. É uma pequena bolsa de fundo cego que se abre no colículo seminal. Tem de cada lado o ósteo do ducto ejaculatório: conexão sistema urinário e genital.